# Drei Uhr nachts
Drei Uhr nachts (Originaltitel: Bob le flambeur) ist ein französischer Gangsterfilm des Regisseurs Jean-Pierre Melville aus dem Jahr 1956. Der Film wurde in Schwarzweiß gedreht. Es war Melvilles Debüt in diesem Genre, das er später maßgeblich prägte und mit dem er seiner Liebe zum amerikanischen Kino Ausdruck verlieh. Der Film porträtiert einen „Spieler“ (so der Originaltitel) und „Edelganoven“ aus der Halbwelt, vermittelt aber auch ein Stimmungsbild der Großstadt Paris. Dass Melville, statt am Set, an Originalschauplätzen und mit einer Handkamera drehte, war dem äußerst geringen Budget für den Film geschuldet und begründet zugleich dessen Status als Vorläufer der Nouvelle Vague.
Am 24. August 1956 fand in Paris die Uraufführung des Films statt, am 25. April 1958 kam er in die deutschen Kinos.

## Handlung
Der alternde Junggeselle Bob, der vom Spielen lebt, ist eine bekannte und beliebte Szenegröße in der Halbwelt des Pariser Montmartre. Auch Kommissar Ledru hält große Stücke auf ihn; Bob hat ihm einst das Leben gerettet, und Ledru glaubt fest daran, dass die Gefängnisstrafe, die er nach einem gescheiterten Bankeinbruch vor 20 Jahren absitzen musste, seine kriminelle Karriere beendet hat. – Als Spieler steckt Bob gerade in einer Pechsträhne. Seiner Großzügigkeit tut das keinen Abbruch. Auch Marc, der ihn wegen der Flucht um Geld bittet, will er sofort helfen, bis er merkt, dass der junge Mann seine Freundin, die wegen Körperverletzung mit einer Anzeige droht, als Prostituierte für sich arbeiten lässt. Marc wird wegen Zuhälterei verhaftet und von Ledru nur freigelassen unter der Bedingung, dass er für die Polizei spitzelt. Die attraktive, noch sehr junge Anne, die durch Montmartre streunt, weckt Bobs Beschützerinstinkt. Er lässt sie in seiner Wohnung unterkommen und ermuntert seinen persönlichen Schützling Paolo, den Sohn eines Ex-Komplizen, mit ihr anzubandeln – nicht zuletzt, um beide von Marc zu isolieren.
Ein Tagesausflug mit seinem Kompagnon Roger, der im Casino von Deauville endet, beschert Bob ein weiteres Scheitern im Spiel, weckt aber auch seine kriminellen Energien neu, als er hört, was Roger durch den dortigen Croupier in Erfahrung gebracht hat: In der Nacht vor dem letzten Grand Prix seien im Safe 900 Millionen Francs gewesen. Bob fasst den Entschluss zu einem Raubüberfall. Gemeinsam mit Roger macht er sich umgehend daran, das Vorhaben auf den Weg zu bringen: Sie gewinnen einen Geldgeber für die nötigen Vorbereitungen, rekrutieren eine Mannschaft, trainieren das Prozedere und lassen den Croupier das gewünschte Detailwissen über das Gebäude und den Safe auskundschaften. – Paolo, der auch zum Team gehört, hat sich in Anne verliebt, einseitig. Um ihr zu imponieren, plaudert er den geplanten Coup aus, was sie aus dem gleichen Grund Marc weitererzählt, und der vereinbarungsgemäß Ledru. Anne beichtet Bob ihren Fauxpas, während Paolos Versuch einer Wiedergutmachung darin besteht, dass er Marc aufspürt und erschießt, als dieser Ledru anruft, um ihm weitere Informationen zu geben. Der Kommissar wiederum, im festen Glauben an einen Irrtum, stellt Bob zur Rede, doch der gibt sich unschuldig: Er habe nichts Unrechtes vor.
Der Überfall ist für die folgende Nacht festgesetzt, fünf Uhr früh. Bobs Part besteht darin, das Casino in den Stunden davor zu überwachen. Er hat versprochen, nicht zu spielen. Die Versuchung jedoch ist zu groß. Und nun geschieht, worauf er schon lange gehofft hat: Das Glück kehrt zu ihm zurück, reicher denn je. Es verlässt ihn auch dann nicht, als er schon abbrechen will und das tut, was ihm in letzter Zeit regelmäßig zum Verhängnis geworden war: weiterspielen. Binnen zwei Stunden gewinnt er Millionen – eine „Beute“, die so groß erscheint wie die, die er mit Gewalt in seinen Besitz bringen wollte. Schlagartig wird ihm bewusst, dass der Raubzug nun gar nicht mehr nötig ist. Er eilt seinen Männern entgegen, um sie zu stoppen, doch sie sind bereits in eine wilde Schießerei mit der Polizei verwickelt. Paolo stirbt in Bobs Armen. Bob selbst wird abgeführt und in den Polizeiwagen verfrachtet, dessen Kofferraum sich gerade mit seinem märchenhaften Gewinn füllt. Ledru macht ihm Hoffnung, mit einem guten Anwalt käme er vielleicht mit drei Jahren davon. Bob, schnell wieder obenauf, verkündet seinerseits, das gewonnene Geld wolle er dazu verwenden, um danach – ein Casino zu eröffnen.

## Hintergrund
Der deutsche Titel Drei Uhr nachts nimmt Bezug auf den im Film zweimal erwähnten Zeitpunkt, an dem der Countdown für den Überfall beginnt und könnte gleichzeitig die Uhrzeit des Eintreffens von Bob im Casino bezeichnen. Der eigentliche Überfall findet erst um fünf Uhr morgens statt.
Drei Uhr nachts entstand mit einem sehr geringen Budget. Für viele Einstellungen benutzte Melville eine kleine Handkamera, die er auf einem Fahrrad befestigt hatte. Die Dreharbeiten dauerten insgesamt 2 Jahre, da Melville immer nur für einzelne Drehtage Geld auftreiben konnte und dann die Darsteller aus laufenden, anderen Produktionen heraustelefonieren musste.
Zur Schauspielführung bemerkt der US-amerikanische Filmkritiker Roger Ebert: „Die Schauspieler sind nicht verpflichtet, viel zu tun. Wie Schauspieler in einem Film von Bresson verkörpern sie mehr als sie evozieren. Das meiste, was wir über Bob denken, ist inspiriert durch das, was die Leute über ihn sagen und wie sie ihn behandeln.“
Drei Uhr nachts gilt heute sowohl als ein Vorläufer der Nouvelle Vague als auch ein Klassiker des französischen Film noir. Roger Ebert betrachtet das Werk darüber hinaus als eine Inspiration für spätere Casino-Filme wie Last Exit Reno oder Ocean’s Eleven. Gemeinsam mit Rififi ist Drei Uhr nachts zudem ein früher Vertreter des Heist-Movie-Genres.
2002 drehte der Regisseur Neil Jordan unter dem Titel Der Dieb von Monte Carlo (The Good Thief) ein Remake des Films, in dem Nick Nolte die Rolle des Bob Montagné übernahm.

## Kritik
„Der erste Gangsterfilm von Melville enthält bereits alle Elemente seiner bravourösen Inszenierkunst; deutlich spürbar ist die auch seinen späteren Werken eigene Atmosphäre der totalen Fatalität.“

„Bob le Flambeur ist ein sehr lustiger, flotter Film, und man kann verstehen, warum Jean-Luc Godard, der Außer Atem nur drei Jahre später machte, ihn so bewunderte.“

„Ein schöner Film, ziemlich rau, bei dem man den Einfluss der amerikanischen Kriminalliteratur spürt, dennoch aber bereits mit einem ausgeprägten „Melville-Stil“.“